# Ouangolodougou (Côte d'Ivoire)
Pour les articles homonymes, voir Ouangolodougou (Burkina Faso).
Ouangolodougou est une ville située au nord de la Côte d'Ivoire, dans la Région du Tchologo, près de Ferkessédougou. Elle constitue un important carrefour sur les routes qui conduisent au Burkina Faso et au Mali. Les principales langues parlées dans la ville sont le Tchérman (Gbin/Gouin), le sénoufo et le français. La localité de Ouangolodougou est chef-lieu de commune, de sous-préfecture et de département.

## Géographie

### Situation
La ville, située à 9°58' de latitude nord et 5°09' de longitude ouest, fait partie de la grande Région des savanes, frontalière du Mali et du Burkina Faso. Ouangolodougou se situe à 750 km d’Abidjan, la capitale économique et plus grande ville du pays et à 600 km de Yamoussoukro, la capitale politique.

Carte du nord de la Côte d'Ivoire

### Climat et végétation
La végétation de la région est celle de la savane arborée.
Le climat y est très chaud et très sec (du type du climat soudanais), avec, en décembre et janvier, l'harmattan, un vent puissant venu du Sahara, qui abaisse considérablement la température. La grande saison sèche (octobre-mai) précède la saison des pluies marquée par deux maxima pluviométriques, l'un en juin et l'autre en septembre,,.

## Administration
Le département de Ouangolo comporte les sous-préfectures de Ouangolo, Toumoukoro (distante de 80 km), Diawala (distante de 40 km), Niellé (distante de 60 km), Kaouara (distante de 14 km)

## Représentation politique
| Date d'élection | Identité        | Parti | Qualité                          | Statut |
| --------------- | --------------- | ----- | -------------------------------- | ------ |
| 2011            | Ouattara Bakary | RDR   | Enseignant Chercheur en Médecine | élu    |

Le mandat de l’Assemblée nationale élue le 11 décembre 2011 s'achèvera en 2016.

## Économie

### Secteur secondaire
À la suite du désengagement de l'État ivoirien, des activités productrices de coton et la privatisation de la Compagnie ivoirienne de développement du textile ( CIDT), il a été créé le 23 août 1998 par le consortium IPS (WA) et la Société Paul Reinhart Ag, la société Ivoire Coton qui est propriétaire à Ouangolodougou d'une usine d'égrenage de coton. Le coton constitue la principale richesse de la région, au point d'y être appelé l’« or blanc ».

## Transports
| Origine | Arrêt précédent | Train | Train         | Train | Arrêt suivant | Destination |
| ------- | --------------- | ----- | ------------- | ----- | ------------- | ----------- |
| Abidjan | Ferkessédougou  |       | [Non indiqué] |       | Banfora       | Ouagadougou |

## Culture et patrimoine
À 15 km de Ouangolodougou, se trouve le village de Kaouara, construit autour de sa mosquée, de style soudanais, présumée du XVIIIe siècle.